# Юппи-ду
«Ю́ппи-ду́», французская версия существует под названием «Поторопись, пока не вернулась жена» — итальянский художественный фильм 1975 года с Адриано Челентано в главной роли. При создании этой картины Челентано выступил также как продюсер, режиссёр, сценарист и композитор.
После первого успеха «Юппи-ду» на долгое время был забыт, однако в 2008 году к фильму вновь вернулось внимание зрителей. Картина посвящена Грациано Алонсо, оператору фильма, который погиб во время съёмок.

## Сюжет и художественные особенности
Картина рассказывает о жизни простых и бедных людей, а также о личных переживаниях главного персонажа — Феличе (А. Челентано). Фильм поставлен в жанре рок-мюзикла и киноэссе. Зрелище в нём сочетается с абсурдом, эксцентрикой и сюрреализмом. В киноленте присутствуют элементы комедии и драмы (гибель друга главного героя из-за несчастного случая на производстве).
«Юппи-ду» — дань молодёжной контркультуре конца 1960—1970-х годов, пытающейся прорваться к внутренней жизни человека через иррациональное. Отсюда и атмосфера фильма, где всё движется на грани реального и гротескного. Картина стала культовой для итальянского народа того времени, многие критики считают её самой важной и значимой работой в кинематографической карьере Челентано.

## Создатели

### Продюсер
- Адриано Челентано. Он привлёк в бюджет фильма 420 млн лир, отдав в залог свою виллу и землю в Брианце[2].

### Актёры
- Адриано Челентано — Феличе;
- Шарлотта Рэмплинг — Сильвия;
- Клаудиа Мори — Аделаида;
- Розита Челентано — дочь Феличе, Моника;
- Джино Сантерколе — Наполеон;
- Меммо Дитоньо — Сканьямилло;
- Лино Тоффоло — Нано;
- Пиппо Старнацца — человек в баре;
- Доменико Серен Гей — любовник Сильвии;
- Сона Вивани — подруга Наполена;
- Карла Брайт — официантка;
- Раффаэле ди Сипьо — человек в туалете.

### Съёмочная группа
- Режиссёр — Адриано Челентано;
- Оператор — Альфио Контини;
- Композитор — Адриано Челентано;
- Сценарий — Адриано Челентано, Альберто Сильвестри, Микки Дель Прете;
- Сценография — Джантито Бурчелларо;

## Саундтрек
В 2008 году песни, звучащие в фильме, были изданы на ремастированном CD, вышедшем вместе с отреставрированной версией фильма.

### Список композиций

Кадр из реставрированной версии фильма

| №                   | Название                     | Длительность |
| ------------------- | ---------------------------- | ------------ |
| 1.                  | «L’affondamento»             | 3:46         |
| 2.                  | «La messa»                   | 3:48         |
| 3.                  | «A chi stai pensando?»       | 0:20         |
| 4.                  | «Và chi c'è»                 | 0:45         |
| 5.                  | «La ballata»                 | 2:07         |
| 6.                  | «La passerella»              | 7:04         |
| 7.                  | «Such a cold night to-night» | 4:03         |
| 8.                  | «La violenza»                | 1:53         |
| 9.                  | «Do dap»                     | 2:57         |
| 10.                 | «Yuppi du»                   | 4:26         |
| 11.                 | «Il castagnaro»              | 2:17         |
| 12.                 | «Il finale»                  | 2:39         |
| 13.                 | «Yuppi du»                   | 3:32         |
| Общая длительность: | Общая длительность:          | 41:23        |

### Челентано о фильме
Из интервью журналу «Эпоха»:
Юппи Ду — это крик любви и горя. Это мораль бедняков, мораль простых людей: любовь против власти, любовь вместо власти.
На 65 Венецианском кинофестивале, во время авторской пресс-конференции:
Юппи Ду — это крик наслаждения. Крик любви между женщиной и мужчиной. Но также, это крик сожаления из-за насилия женщины и из-за потери друга. Это очень наивный фильм, который будет интересен и через двадцать лет.

### Награды
- Участник 28 Каннского кинофестиваля 1975 года[6].
- Приз «Серебряная лента» за «лучший музыкальный фильм», 1976 год.

### Ремастеринг
В 2008 году был полностью отреставрирован, а в сентябре того же года показан на 65 Венецианском кинофестивале. Новая версия фильма была частично перемонтирована. Например, была изменена сцена в кафе — на изображение были наложены фильтры и художественные спецэффекты, а в качестве музыкального сопровождения для эпизода был использован ремикс песни Челентано «Azzurro», который в оригинальной версии отсутствовал, поскольку был выпущен в 1995 году в альбоме Alla corte del remix. Вскоре реставрированный фильм вышел на DVD.